# Área de Proteção Ambiental Serra da Jibóia
A Serra da Jiboia, foi declarada Área de Proteção Ambiental (APA) em 29 de fevereiro de 2000 numa área de 21.751 hectares no estado do Goiás.

## Importância
Está localizada em Goiás, abrange os municípios de Palmeiras de Goiás e Nazário e conta com área de 21.751 hectares. A APA foi criada pelo Decreto Estadual no 5.176, de 29 de fevereiro de 2000 , afim de garantir os recursos ambientais da área, em especial da cobertura vegetal, dos cursos d´água, das formações rochosas, que se configuram como patrimônio cultural, paisagístico e turístico de similar beleza cênica, da fauna e flora dos ecossistemas locais, responsáveis pelo abrigo de espécies raras ou ameaçadas de extinção, bem como de controlar o uso e a ocupação do solo na região.